# Кристоф III Шенк фон Лимпург
Кристоф III (II) Шенк фон Лимпург-Гайлдорф (на немски: Christoph III (II) Schenk zu Limpurg in Gaildorf; * 12 юли 1531; † 3 септември 1574, Оберсзонтхайм) е наследствен имперски шенк на Лимпург, господар на Гайлдорф в Баден-Вюртемберг.

## Произход
Той е син на имперски шенк Вилхелм III Шенк фон Лимпург (1498 – 1552) и съпругата му Анна дела Скала/фон дер Лайтер († 1560), дъщеря на Джовани дела Скала, господар на Берн († 1541) и Маргарета фон Лайминг. Внук е на имперски шенк Кристоф I Шенк фон Лимпург († 1515) и графиня Агнес фон Верденберг-Зарганс († 1541), дъщеря на граф Георг III фон Верденберг-Зарганс († 1500) и маркграфиня Катарина фон Баден († 1484). Брат е на Хайнрих I Шенк фон Лимпург-Шмиделфелд (1534 – 1585), Агнес фон Лимпург (1542 – 1606), омъжена на 27 април 1567 г. за Фридрих VI Шенк фон Лимпург (1536 – 1596).

## Фамилия
Първи брак: на 22 юни 1554 г. с графиня Мария фон Вид (* ок. 1505; † 15 март 1563), дъщеря на граф Йохан III фон Вид (1465 – 1533) и графиня Елизабет фон Насау-Диленбург (1488 – 1559). Бракът е бездетен.
Втори брак: на 1 септември 1565/26 ноември 1565 г. с Ева фон Лимпург-Шпекфелд (* 1544; † 25 март 1587), дъщеря на имперски шенк Карл I Шенк фон Лимпург (1498 – 1558) и Аделхайд фон Кирбург († 1580). Те имат 5 деца:
- Албрехт III Шенк фон Лимпург (* 2 май 1568; † 6 септември 1619), имперски шенк на Лимпург в Гайлдорф, женен на 31 март 1595 г. за фрайин Емилия фон Рогендорф († 3 март 1650)
- Карл II фон Лимпург-Гайлдорф (* 13 ноември 1569; † 30 април 1631), имперски шенк на Лимпург в Гайлдорф-Шмиделфелд, женен на 24 септември 1594 г. за графиня Мария фон Кастел (* 3 април 1565; † 9 юли 1634)
- Маргарета фон Лимпург-Гайлдорф († сл. 1588)
- Лудвиг Георг фон Лимпург-Гайлдорф (* 7 август 1571; † 7 май 1592)
- дете фон Лимпург-Гайлдорф († сл. 1588)